# Профилирана гимназия „Пейо К. Яворов“ (Петрич)
Профилираната гимназия „Пейо К. Яворов“ е най-старото средно училище в Петрич.

## История
Създаването на Гимназия „Пейо Яворов“ е тясно обвързано с почти едногодишното пребиваване на Солунската гимназия „Св. св. Кирил и Методий“ в града. По спомени на Борис Янишлиев – предодавател в Солунската гимназия, след прогонването ѝ от Солун през 1913 година българската гимназия се мести в градовете Струмица и Щип, а през 1919 г. е преместена от Струмица в Петрич. Тук тя функционира като непълна смесена гимназия, с 4-ти и 5-и клас. Учителският колектив от четирима гимназиални преподаватели разпределя помежду си предметите, а учениците са около десетина. Условията за работа са крайно трудни, няма помещения за училището и в края на учебната 1919/20 година учителският съвет взима мотивирано решение с писмо до Министреския съвет гимназията да бъде преместена в град Горна Джумая (днес Благоевград).
Пребиваването на училището в Петрич оказва голямо влияние върху петричката общественост. След като става ясно, че Солунската гимназия напуска града, гражданството на Петрич настоява пред Министерството на просветата за разкриване на гимназиални класове тук. С телеграма №16703 от 20.06.1920 година на Министерството на просветата е разрешено откриването на гимназиални класове към Народната смесена прогимназия „Гоце Делчев“. Същата година е открит 4-ти клас, равняващ се на първи гимназиален, а до 1923 г. се откриват още 4-ти, 5-и и 6-и гимназиален клас. През този период от историята си Петричката непълна смесена гимназия се ръководи от директора Атанас Маджаров и се помещава в неговата частна къща. До учебната 1926/27 година приемът в гимназията е бил всяка година по една паралелка, като броят на учениците в 4-ти клас нараства прогресивно. 1920 година започва с осем ученици, а през 1925/26 година те са вече 42-ма. През следващата са 69, което налага разпределянето им в две паралелки. Това продължава до 1933/34 година. През тази година броят на постъпилите ученици достига до 126, а това вече са три паралелки. В учебната 1937/38 година постъпват 157 ученици и те са разпределени в три паралелки. Именно в този първи период (от 1923 до 1936/37 година) училището получава статут на „Смесена реална гимназия“. През 1929 се сдобива със самостоятелна сграда. Построяването на първата сграда на Петричката гимназия е красноречив пример за любовта на петричани към знанието, за вярата им в силата на духовността. Днес в тази сграда се помещава Четвърто основно училище „Христо Смирненски“.
Любопитна подробност е да се отбележи социалният състав на учениците в гимназията. Най-внушителната социална група е тази на децата от семействата на земеделци – през този първи период те достигат до 797. Децата на търговците за посочения период са 139, а на занаятчиите – 65. Друг не по-малко интересен факт е, че броят на оставащите деца е доста голям. В своята история на Петричката гимназия Георги Николов пише: „Особено показателно е положението през учебната 1930/31 година. От постъпилите 68 ученици, разпределени в две паралелки с по 34 ученици, в пети клас от едната преминават 12, а от другата – 14 човека. Общо в по-горния клас преминават 26, а остават 42, или две трети от постъпилите“.
В 1938 година в училището е открит осми клас, с което гимназията преминава в пълна. Предполага се, че именно в този период тя приема името на големия български поет Пейо Яворов. „Това е голямо събитие в културния живот на града. То има и икономически ефект, защото на учениците от града и околните села няма да се налага повече да ходят по други места, за да завършват образованието си. За директор на гимназията е назначен Славчо Гергинов, учител по литература, родом от град Трън“.
Настъпва и приключването на дългоочакваната 1938/39 учебна година с първите нови випуски. От 97 ученици 60 успяват да вземат дипломи (16 ученички и 44 ученици). Диплом с отличен (6,00) – първата пълна отлична диплома получава Надежда Кръстева Петрова. По-късно тя завършва руска филология и дълги години е директор на училището. „До 09.09.1944 година завършват 6 випуска с общо 459 младежи. От тях 146 са ученички, а 308 – ученици. В гимназията се обучават не само младежи от града и околията, а и от Светиврачка околия – 133“ – пише Георги Николов.
От 1938 до 1949/50 година гимназията е поле на остри сблъсъци от общественополитически характер. През 1949/1950 година училището е преобразувано в Първо единно смесено училище „Пейо Яворов“. През 1958/59 отново е със статут на Смесена гимназия „Пейо Яворов“, а от учебната 1959/60 година става Политехническа гимназия „Пейо Яворов“. С основание 60-те, 70-те и 80-те години се определят като „златен период“ на Гимназия „Пейо Яворов“. Високообразовани, интелигентни и можещи млади хора изграждат един елитен колектив от преподаватели, чиято урочна работа се оценява много високо. Кирил Аргиров, който от преподавател в Гимназия „Пейо Яворов“ става инспектор по руски език, споделя, че в Благоевградския окръг през този период колективът на гимназията се отличава с високото образователно ниво на своите знания, с много добрата си методическа подготовка. Но най-категорични са резултатите от реализацията на възпитаниците на гимназията – десетки гимназисти, приети в Медицинска академия, изключително високи резулатати на кандидат-студентските изпити по математика и география и икономика. Успешна реализация във ВУЗ-овете показват и учениците от хуманитарните дисциплини. Този период коментира Величка Павлова, преподавател по математика и дългогодишен заместник-директор и директор на училището: „В гимназията се изгради буден колектив, много сплотен. Работехме много отговорно. Качеството на учебната работа рязко се повиши. Още при първата си проверка в гимназията инспекторатът от Благоевград високо оцени нашата дейност. Много си помагахме, споделяхме си, съветвахме се. Всеки беше съпричастен към проблемите на другите – и за добро, и за лошо. По литература и математика всеки ден давахме допълнителен час безплатно за подготовка за матура и кандидатстудентски изпити. Резултатите не закъсняха“.
До 60-те години е имало един напълно оформен колектив, в който всички са били открояващи се личности: Иван Велев, Илия Даскалов, Кирил Аргиров, Елена Вретенарова, Никола Ганов, Кирил Божинов, Димитър Панделиев, Ана Андонова, Методи Кръстев, Борислав Манчев, Иван Георгиев, Хубавка Караангелова, Славка Изова, Влади Узунов, Тодорка Ганова, Трайчо Гогов, Ангел Радев, Стефан Костов, Димитър Георгиев, Асен Божков и др. По-късно постъпват Бончо Банчев, Борис Първанов, Митко Атанасов, Елена Зикатанова, Иван Будимов, Траян Паловски, Илинка Герговска и други.
През 80-те години статутът на гимназията отново е променен – тя става ЕСПУ „Пейо Яворов“ (Единно средно политехническо училище). По-късно се именува СОУ „Пейо Яворов“, а от 1997 година със Заповед №РД – 14/12 на Министерството на образованието е отново преобразувана в Гимназия „Пейо Яворов“.

## Постижения
Досега в Гимназията са обучавани над 12 500 ученици, от които придобилите средно образование са над 90% от тях. Десетки златни и сребърни значки се раздават за отличен успех. Много от възпитаниците на учебното заведение достойно представят своето училище и продължават образованието си във висши учебни заведения, преследвайки кариери на лекари, инженери, икономисти, учители, юристи. Сред тях израстват научни дейци и преподаватели в университети.
Ежегодно учениците на гимназията участват в олимпиади, конкурси и състезания, на които се представят достойно и печелят призови места. Имат изяви в националния кръг на олимпиадите по информационни технологии, български език и литература, биология и здравно образование, философия. Извоювани са първи места на състезанието „Натура 2000“, в конкурсите за написване на есе, в завоюване на стипендии от конкурса „1000 стипендии“. Множество са спечелените купи и грамоти по футбол, волейбол, тенис на маса, шахмат и други.
Това, с което днес училището има най-много основание да се гордее, са резултатите от външното оценяване на завършващите образованието си дванадесетокласници. През 2007/2008 година на първия задължителен държавен зрелостен изпит от 55 училища в Благоевградска област Гимназия „Пейо Яворов“ заема авторитетното пето място. Това място тя неизменно заема и на всеки следващ ДЗИ до 2011/2012 учебна година включително. Така тя се утвърждава като водеща образователна институция за цялата Благоевградска област. Всичко това не става без прякото участие и активното съдействие на учителския колектив. От общо 46 учители 35, или 80%, притежават по-висока професионално-квалификационна степен. От тях 12 учители са защитили 5-а степен, 11 учители – 4-та степен, 4 учители – 3-та степен и 8 учители – 2-ра степен. В своя богат и интензивен процес на развитие във времето Петричката гимназия със своите талантливи учители и ученици доказва непрекъснато, че успехите винаги идват в резултат не само на много труд, но и на много любов.